# Faxe Kondi
 For alternative betydninger, se Faxe Kondi (flertydig). (Se også artikler, som begynder med Faxe Kondi)
Faxe Kondi er en læskedrik, der siden 1971 har været fremstillet af Faxe Bryggeri. Den indeholder glukose, også kaldet druesukker.

## Historie
Drikken blev i 1971 udviklet i samarbejde med fodbold-, håndbold- og basketballspillere på landsholdet og læge Knud Lundberg. Oprindeligt blev drikken produceret og solgt under navnet Koral Kondi. Navnet Faxe Kondi blev "opfundet" af Leif Terp, som også arbejdede på et Københavnsk reklamebureau. Leif Terp blev hurtigt ansat på Faxe Bryggeri.
Indtil slutningen af 1990'erne blev Faxe Kondi tappet på ølflasker, hvad der var til stor morskab for børn og voksne, når flasken stod, så etiketten ikke var synlig. Den blev genintroduceret i 2012.
I 2007 fjernede Bryggeriforeningens medlemmer, herunder Faxe Kondi, farvestoffet quinolingult (E-104) fra deres produkter. Dette skete efter at Forbrugerrådet havde kritiseret brugen af stoffet, da det var mistænkt for at forårsage leverskade, og være et allergen. Dette fjernede drikkens karakteristiske lysegule farve.
Igennem årene er der blevet produceret flere varianter, hvor der har været varierende sukkerindhold og smage. Desuden har der været versioner med en anden etiket i forbindelse med kommercielle arrangementer.
Royal Unibrew lancerede i uge 7 2012 en energidrik med navnet ”Faxe Kondi Booster”. Faxe Kondi findes i mange  forskellige smagsvarianter med forskellige navne.

## I populærkulturen
Fra sæsonen 1996-97 til 2000-01 var Faxe Kondi navnesponsor for Danmarks bedste fodboldrække Superligaen. Fra sommeren 1997 til sæsonen 2000-01 havde man også navnesponsoratet af 1. division.
Rapperne Klumben og Raske Penge udgav i 2012 sangen "Faxe Kondi".